# Pocket Bomberman
Pocket Bomberman (ポケットボンバーマン?) es un videojuego de acción y plataformas publicado primeramente para Game Boy en 1997, y después convertido para Game Boy Color en 1998 siendo, en Norteamérica, un título de lanzamiento.